# Pretetinec
Pretetinec is een plaats in de gemeente Nedelišće in de Kroatische provincie Međimurje. De plaats telt 533 inwoners (2001).